# Шеллі Генніґ
Шеллі Кетрін Генніґ (англ. Shelley Catherine Hennig; 2 січня 1987) — американська акторка, найбільш відома завдяки ролі Блер у фільмі «Прибрати з друзів», Діани Мід в телесеріалі «Таємне коло» та Малії Гейл в телесеріалі «Вовченя».

## Життєпис
Шеллі була видатною ученицею в середній школі Дестрегана, куди її родина переїхала незабаром після її народження. У шкільному віці почала займатися танцями, завоювала багато нагород в танцювальних конкурсах. Шеллі любила писати, два її вірші були опубліковані в збірнику поезії молодих авторів. У 14 років втратила старшого брата, який загинув в автокатастрофі з вини п'яного водія . Після цієї трагедії Генніг стала виступати проти вживання алкоголю неповнолітніми та брала участь в некомерційній організації під назвою CADA (рада з проблем алкоголізму і наркоманії) .

## Кар'єра

### Юна Міс США
У листопаді 2003 року дебютувала в конкурсі краси і отримала титул «Юна Міс Луїзіана США». У серпні Генніг представляла Луїзіану у конкурсі «Юна Міс США 2004», який відбувся в Палм-Спрінгс, штат Каліфорнія. Стала першою дівчиною з штату Луїзіана, яка виграла національний титул після Алі Ландрі (Міс США 1996).
Під час свого тріумфу Генніг була частим гостем на телебаченні і ораторських виступах, займалася роботою в некомерційних організаціях. Її «правління» закінчилося на 8 серпня 2005 року, коли передала корону Аллі ЛаФорс з Огайо. Передавши свою корону, Генніг стала учасницею в реаліті-шоу MTV, намагалася перемогти зі своїм власним проектом «Після корони», але була відсторонена.

### Кінокар'єра
20 квітня 2007 року Генніг приєдналася до акторського складу серіалу «Дні нашого життя», де зіграла роль Стефані Джонсон. У 2010 році була номінована . У 2011—2012 роках зіграла головну роль (Діана Мід) в серіалі «Таємний коло», заснований за мотивами книги Л.Дж. Сміт. 11 травня 2012 було оголошено, що серіал не продовжено на другий сезон через низькі рейтинги. Шеллі з'явилася в серіалі «Зак Стоун збирається стати популярним», в ролі Крісті Акерман . У 2014—2017 роках Генніг знімалася в серіалі «Вовченя» на каналі MTV в ролі Малії Гейл-Тейт.

## Фільмографія
| Рік       |   | Українська назва                      | Оригінальна назва                                                    | Роль            |
| --------- | - | ------------------------------------- | -------------------------------------------------------------------- | --------------- |
| 2007—2011 | с | Дні нашого життя                      | Days of Our Lives                                                    | Стефані Джонсон |
| 2011—2012 | с | Таємне коло                           | The Secret Circle                                                    | Діана Мід       |
| 2013      | с | Правосуддя                            | Justified                                                            | Джекі Невада    |
| 2013      | с | Зак Стоун хоче стати відомим          | Zach Stone Is Gonna Be Famous                                        | Крісті Акерман  |
| 2014      | с | Блакитна кров                         | Blue Bloods                                                          | Майя            |
| 2014      | с | У друзів життя краще                  | Friends with Better Lives                                            | Моллі           |
| 2014—2017 | с | Вовченя                               | Teen Wolf                                                            | Малія Гейл-Тейт |
| 2014      | ф | Віджа: Смертельна гра                 | Ouija                                                                | Деббі           |
| 2015      | ф | Видалити з друзів                     | Unfriended                                                           | Блер Лілі       |
| 2015      | ф | Пошуки                                | About Scout                                                          | Мелінда         |
| 2016      | ф | Літо на вісьмох                       | Summer of 8                                                          | Лілі Гантер     |
| 2017      | ф | Роман Дж. Ізраїль, есквайр            | Roman J. Israel, Esq.                                                | Олівія          |
| 2018      | с | Перехрестя свободи                    | Liberty Crossing                                                     | Карлі Емброус   |
| 2018      | ф | Коли ми познайомились                 | When We First Met                                                    | Керрі Ґрей      |
| 2018      | ф |                                       | The After Party                                                      | Алісія Левін    |
| 2019      | с | Лялечки                               | Dollface                                                             | Рамона          |
| 2021      | с | Мітичний квест                        | Mythic Quest                                                         | Джинні          |
| 2022      | с | Жінка в домі навпроти дівчини у вікні | The Woman in the House Across the Street from the Girl in the Window | Ліза Мейнс      |
| 2022      | ф |                                       | Gatlopp: Hell of a Game                                              | Еліс            |
| 2023      | ф | Вовченя: Фільм                        | Teen Wolf: The Movie                                                 | Малія Гейл-Тейт |
| 2023      | ф | Список                                | The List                                                             | Сем             |
| 2023      | с | Готові                                | Obliterated                                                          | Ева Вінтерз     |
| 2024      | ф | Полювання на кілера                   | Cult Killer                                                          | Джеймі Дуглас   |